# Посёлок санатория «Кирицы»
Посёлок санатория «Кирицы» — посёлок в Спасском районе Рязанской области. Входит в Кирицкое сельское поселение.

## География
Находится в центральной части Рязанской области на расстоянии приблизительно 12 км на юг по прямой от районного центра города Спасск-Рязанский в правобережной части района.

## История
Здесь в 1938 году на базе бывшего имения фон Дервиза был организован детский санаторий для лечения больных костным туберкулёзом. До этого там размещался сельскохозяйственный техникум и дом отдыха.

## Население
Численность населения: 43 человека в 2002 году (русские 100 %), 36 в 2010.

## Здравоохранение
Рядом с посёлком расположен детский туберкулёзный санаторий «Кирицы».